# 고란 막시모비치
고란 막시모비치(세르비아어: Горан Максимовић, Goran Maksimović, 1963년 7월 27일~)는 유고슬라비아와 세르비아의 사격 선수, 지도자로 주 종목은 소총이다. 올림픽에 5회 참가하여 1988년 하계 올림픽에서 남자 10m 공기소총 종목 금메달을 획득했다.

## 개인사
딸인 이바나도 사격 선수이며 2012년 하계 올림픽에서 은메달을 획득했다. 